# Unalaska
Unalaska é uma cidade localizada na Ilha Unalaska, no estado americano do Alasca, no distrito de Aleutians East. A sua área é de 14,9 km² (dos quais 264,4 km² estão cobertos por água), sua população é de 4 407 habitantes, e sua densidade populacional é de 549,9 hab/km² (segundo o censo americano de 2000). A cidade foi fundada em 1768, e incorporada em 1825.